# Marcela Citterio
Marcela Laura Citterio (provincia de Buenos Aires, 12 de julio de 1971) es una escritora y guionista argentina. Además es fundadora de The Orlando Books.
Como guionista ha trabajado en: De corazón (Telefe, 1997), Los buscas de siempre (Canal 9, 2000), Amor en custodia (Telefe, 2005), Patito feo (Canal 13, 2007-2008), Corazón valiente (Telemundo, 2012), Chica vampiro (Canal RCN, 2013), Yo soy Franky (Nickelodeon, 2015), Heidi, bienvenida a casa (Nickelodeon, 2017-2019), Noobees (Nickelodeon, 2018) y Olhar Indiscreto (Netflix, 2023).
En 2020 fue nombrada “Personalidad destacada de la cultura” por el Gobierno de la Ciudad de Buenos Aires, gracias a la trayectoria internacional que alcanzaron sus trabajos para televisión.

## Trayectoria

### Televisión

#### Como autora
- Nina de azúcar (2024 - 2025)
- Olhar Indiscreto (2023)
- Segunda temporada de Noobees (2019)
- Heidi, bienvenida a casa (2017-2019)
- La fan (2017) (con Angélica Vale)
- Yo soy Franky (2015-2016)
- Reina de corazones (2014)
- Chica vampiro (2013)
- Corazón valiente (2012)
- Aurora (2010-2011)
- Salvador de mujeres (2010)
- Consentidos (2009-2010)
- Tengo todo excepto a ti (2008)
- Bellezas indomables (2007-2008) (con Leonardo Bechini y Óscar Tabernise)
- Patito feo (2007-2008) (con Mario Schajris)
- Se dice amor (2005-2006) (con Enrique Estevanez)
- Amor en custodia (2005) (con Enrique Estevanez)
- PH, propiedad horizontal (2001) (con Enrique Estevanez)
- Los buscas de siempre (2000) (con Enrique Estevanez)
- La nocturna (1999) (con Enrique Estevanez)
- Como vos & yo (1998-1999) (con Enrique Estevanez)
- De corazón (1997-1998) (con Enrique Estevanez)
- Gino (1996) (con Enrique Estevanez, Ricardo Altman y Marisa Milanesio)
- Un hermano es un hermano (1994) (con Enrique Estevanez, Ricardo Altman y Marisa Milanesio)

#### Como guionista
- Panadería Los Felipe (2004) Original de Enrique Estevanez.
- Los pensionados (2004) (con Leonardo Calderone) Original de Adrián Suar.
- Segunda temporada de Son amores (2003-2004) Original de Adrián Suar.
- Maridos a domicilio (2002) Original de Enrique Estevanez.
- La banda del Golden Rocket (1991-1993) Original de Jorge Maestro y Sergio Vainman.

#### Versiones reescritas por otros
- Amores verdaderos (2012-2013) (Nueva versión de Amor en custodia) por Kary Fajer, Ximena Suárez y Alberto Gómez.
- Amor en custodia (2009-2010) (Nueva versión de Amor en custodia) por Julio Castañeda.
- Atrévete a soñar (2009-2010) (Nueva versión de Patito feo) por Martha Oláiz y Guenia Argomedo.
- Amor en custodia (2005-2006) (Nueva versión de Amor en custodia) por Bethel Flores.

### Teatro
- Heidi, bienvenida al teatro (2017)
- Infieles (1994)
- Antonela en concierto con Brenda Asnicar (2011)

### Libros
- Lady Voyeur (2023) - The Orlando Books
- La chica que no quería ser princesa (2022) - The Orlando Books